# アレクサンドル・ニコラエヴィチ・トカチョフ

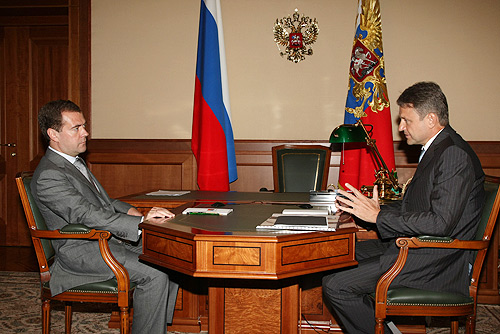
ロシア連邦大統領メドヴェージェフとトカチョフの会談 (2008年、右側がトカチョフ)

アレクサンドル・ニコラエヴィチ・トカチョフ（ロシア語: Александр Николаевич Ткачёв、ラテン文字転写の例：Aleksandr Nikolaevich Tkachyov、1960年12月23日 -  ）は、ロシアの政治家。クラスノダール地方知事を経て、2015年からロシア連邦農業大臣。クラスノダール地方ヴィセリキ出身。

## 経歴・概要
1983年クバン高等技術専門学校を卒業する。地元の飼料工場に技師として就職し、主任技師を経て、1986年ヴィセリキ地区党委員会第一書記になる。
1990年ヴィセリキ飼料工場支配人に選出される。1993年同工場が民営化に伴い株式会社「アグロコムプレクス」になると同社社長となる。
1994年にクラスノダール地方議会議員を経て、1995年にロシア連邦議会下院国家会議代議員に選出された。この間、下院の常任委員長やクバン農業協同組合長などを歴任する。2000年経済学博士号取得。同年12月3日、クラスノダール地方行政長官（知事に相当）に就任する。2003年5月にロシア連邦共産党を除名された。
2004年3月14日、再選。英国『フィナンシャル・タイムズ』紙は、この時期、トカチョフをウラジーミル・プーチンのもっとも忠実な腹心の一人と紹介している。クラスノダール知事としては、クラスノダール地方とウクライナの間にあるケルチ海峡の全域にダムを建設することを主張した。また不法入国者に対する強硬姿勢でも知られた。
2015年4月22日、ニコライ・フョードロフの後任として農業大臣に任命された。